# Campionato europeo di taekwondo 1984
Il V Campionato Europeo di Taekwondo si è disputato a Stoccarda, nella Germania Occidentale, tra il 26 e il 28 ottobre 1984.

## Medagliati

### Maschile
| Specialità | Oro                              | Argento                     | Bronzo                                                |
| -48 kg     | Halit Avcı Turchia               | Chan-Ok Choi Germania Ovest | Benny de Fretes Paesi Bassi / Manuel Trabazos Spagna  |
| 52 kg      | Reinhard Langer Germania Ovest   | Ben Rumeon Paesi Bassi      | Aldo Codazzo Italia / Turgut Uçan Turchia             |
| 56 kg      | Geremia Di Costanzo Italia       | Cengiz Yağız Turchia        | Martin Baker Regno Unito / Jesús Benito Spagna        |
| 60 kg      | Raffaele Marchione Italia        | Erik Nissen Danimarca       | Nuno Damaso Svizzera / Ahmet Ercan Turchia            |
| 64 kg      | Lucio Cuozzo Italia              | Thomas Rodríguez Francia    | Ángel Navarrete Spagna / Daniel Stoll Svizzera        |
| 68 kg      | Ruben Thijs Paesi Bassi          | Nusret Ramazanoğlu Turchia  | Peter Ebenfeld Svezia / Nebojša Tošković Jugoslavia   |
| 73 kg      | Andreas Scheffler Germania Ovest | Anton Maras Jugoslavia      | Per Madsen Danimarca / Luigi D'Oriano Italia          |
| 78 kg      | Richard Schulz Germania Ovest    | Metin Şahin Turchia         | Angel Bonadei Francia / Robert Tomašević Jugoslavia   |
| 84 kg      | Eugen Nefedow Germania Ovest     | Jens Stephansen Danimarca   | Carmelo Medina Spagna / Christian Montjean Francia    |
| +84 kg     | Anton Ginhart Germania Ovest     | Alain Molle Francia         | Franz Stöllberger Austria / Kimmo Tirkkonen Finlandia |

### Femminile
| Specialità | Oro                        | Argento                               | Bronzo                                                     |
| -48 kg     | Tennur Yerlisu Turchia     | Regina Singer Austria                 | Antonietta La Pietra Italia / Lucía Martínez Spagna        |
| 52 kg      | Rafaela Velasco Spagna     | Marion Gal Germania Ovest             | Mireille Gosselin Francia / Lisbeth Larsen Danimarca       |
| 56 kg      | Rocío Valverde Spagna      | Wina Hubers van Assenraad Paesi Bassi | Brigitte Evano Francia / Dorothea Kapkowski Germania Ovest |
| 60 kg      | María Paz Gordillo Spagna  | Angelika Holzner Germania Ovest       | Janine Basten-Crapels Paesi Bassi / Maria Genovese Italia  |
| 64 kg      | Michaela Huber Austria     | Mette Nielsen Danimarca               | Monica Conte Italia / Doris Fuchsreiter Germania Ovest     |
| 68 kg      | Petra Urban Germania Ovest | Elena Navaz Spagna                    | Ingrid Claes Belgio / Mandy de Jongh Paesi Bassi           |
| 73 kg      | Else Marie Olsen Danimarca | Sabine Troschke Germania Ovest        | Wendy Baardman Paesi Bassi / Olga Mazúa Spagna             |
| +73 kg     | Ute Güster Germania Ovest  | Encarna Touriño Spagna                |                                                            |

## Medagliere
| Posizione | Paese          | Oro | Argento | Bronzo | Totale |
| --------- | -------------- | --- | ------- | ------ | ------ |
| 1         | Germania Ovest | 7   | 4       | 2      | 13     |
| 2         | Spagna         | 3   | 2       | 6      | 11     |
| 3         | Italia         | 3   | 0       | 5      | 8      |
| 4         | Turchia        | 2   | 3       | 2      | 7      |
| 5         | Danimarca      | 1   | 3       | 2      | 6      |
| 6         | Paesi Bassi    | 1   | 2       | 4      | 7      |
| 7         | Austria        | 1   | 1       | 1      | 3      |
| 8         | Francia        | 0   | 2       | 4      | 6      |
| 9         | Jugoslavia     | 0   | 1       | 2      | 3      |
| 10        | Svizzera       | 0   | 0       | 2      | 2      |
| 11        | Belgio         | 0   | 0       | 1      | 1      |
| 11        | Finlandia      | 0   | 0       | 1      | 1      |
| 11        | Regno Unito    | 0   | 0       | 1      | 1      |
| 11        | Svezia         | 0   | 0       | 1      | 1      |
|           | TOTALE         | 18  | 18      | 34     | 70     |